# شرکت نفت هند
شرکت نفت هند (به هندی: इण्डियन ऑयल कॉर्पोरेशन लिमिटेड) شرکت دولتی نفت‌ و گاز هندی است، که دفتر مرکزی آن در شهر دهلی نو مستقر می‌باشد. در رتبه‌بندی مجله فورچون (تحت عنوان فورچون جهانی ۵۰۰) در سال ۲۰۱۴ شرکت نفت هند در رتبه ۸۶ از فهرست بزرگترین شرکت‌های جهان قرار داشت.
شرکت نفت هند و شرکت‌های تابعه آن در کشور هند، ۴۹٪ از بازار نفت، ۳۱٪ از ظرفیت پالایش و ۶۷٪ از ظرفیت بخش پایین‌دستی صنعت نفت هند و کلیه پروژه‌های مربوط به ساخت و نگهداری خط لوله این کشور را در اختیار دارد.
گروه شرکت‌های تابعه شرکت نفت هند مالک ۱۰ پالایشگاه، از مجموع ۲۲ پالایشگاه این کشور است، که ظرفیت پالایش این شرکت معادل ۶۵ میلیون تن در سال می‌باشد. دولت هند مالک ۷۸٪ از سهام این شرکت است.